# Alison Jones
Barbara Alison Jones MNZM es una académica neozelandesa que trabaja en el campo de la sociología de la educación y la cual ha desarrollado diversas teorías sobre el funcionamiento problemático según el sexo de la persona en su enseñanza académica y de los problemas acarreados.

## Carrera
Jones estudió en Auckland para obtener su Doctorado en Educación, titulado "At School I've Got a Chance...': social reproduction in a New Zealand secondary school",donde desarrolla los diferentes estamentos sociales y la estratificación de los mismos.
En 2005, fue ascendida a profesora en Te Puna Wānanga, Escuela de Educación Maorí e Indígena de la Universidad de Auckland.
En 2014 ganó la medalla Dame Joan Metge , por sus méritos en la ayuda a las chicas.  Fue seleccionada como una de las 150 mujeres en 150 palabras de la Royal Society Te Apārangi en 2017 
En los 2019 New Year Honours, Jones fue nombrada Miembro de la Orden del Mérito de Nueva Zelanda, por sus servicios a la educación y la investigación en sociología. 

## Publicaciones
Sus libros incluyen ' At school I've Got a Chance': Pacific Islands and Pākehā girls at school (1991), He Kōrero: Words Between Us: First Māori Pākehā conversations on paper (2011) y Tuai: A Traveler in Two Worlds. (2017), que ganó el premio Ockham New Zealand Book Award de no ficción ilustrada de 2018.  Sus memorias de 2020, This Pākehā Life, fueron preseleccionadas para el Premio del Libro Ockham de Nueva Zelanda 2021 (no ficción general). 

## Familia
Es tataranieta de Andrew Buchanan, político neozelandés de 1862 a 1874; tataranieta del político neozelandés William Baldwin (1863–1867); bisnieta del almirante William Oswald Story de la Royal Navy británica, militar con honores en el cuerpo. Tiene dos hijos, Finn McCahon Jones y Frey McCahon Jones.  